# Договір довічного утримання
Договір довічного утримання (догляду) — різновид договорів відчуження майна, який передбачає, що одна сторона (відчужувач) передає другій стороні (набувачеві) у власність житловий будинок, квартиру або їх частину, інше нерухоме або рухоме майно, яке має значну цінність, взамін чого набувач зобов'язується забезпечувати відчужувача утриманням та (або) доглядом довічно (стаття 744 Цивільного кодексу України)
Договір довічного утримання (догляду) є альтернативою договору купівлі-продажу в тих випадках, коли особа за життя має намір, але за певних умов, розпорядитись належним їй на праві власності майном. Також цей договір може розглядатись як альтернатива спадкового договору або договору дарування. Водночас, правові наслідки укладення таких договорів істотно відрізняються.
Правове регулювання договору довічного утримання в Україні здійснюється Цивільним кодексом (глава 57) та іншими правовими актами.
Передаючи у власність майно, відчужувач, насамперед, має за мету отримання матеріального (натурального чи грошового) забезпечення, догляду та послуг, яких він потребує. Сторони вправі самостійно визначити в договорі розмір, обсяг та періодичність надання матеріального забезпечення, види і зміст догляду.
Відповідно до статті 745 Кодексу, договір довічного утримання укладається у письмовій формі та підлягає нотаріальному посвідченню. Згідно пункту 82 Інструкції про порядок вчинення нотаріальних дій нотаріусами України, договори довічного утримання (догляду) посвідчуються нотаріусами з дотриманням загальних правил посвідчення договорів відчуження. Договір довічного утримання (догляду), за яким передається набувачеві у власність нерухоме майно, підлягає державній реєстрації.

## Предмет та істотні умови договору довічного утримання
Діючий ЦК України передбачає використання в якості предмету договору довічного утримання не тільки житлового будинку, квартири або їх частини, але й іншого рухомого або нерухомого майна, яке має значну цінність. Загальною вимогою до відчужуваного за договором майна є його оборотоздатність. 
Предметом договору може бути:
1. Житловий будинок або його частина.
2. Квартира або її частина.
3. Інше нерухоме майно (земельна ділянка, садовий будинок, дача, гараж, нежитловий будинок, нежитлове приміщення, виробничий комплекс, рухоме майно, на яке поширюється режим нерухомого майна, тощо).
4. Рухоме майно, що має значну цінність (транспортні засоби, антикварні речі, твори мистецтва, культурні цінності, коштовності, колекції з перелічених предметів, обладнання, цінні папери, нематеріальні активи, у тому числі об'єкти права інтелектуальної власності тощо).

Істотними умовами договору довічного утримання (догляду), крім предмету є:
1. найменування (назва), місце проживання  сторін (місцезнаходження сторін), ідентифікаційний номер - для фізичних осіб та ідентифікаційний код за даними ЄДРПОУ - для юридичних осіб;
2. відомості про документ, що підтверджує право власності на відчужуване за договором майно;
3. вартісна оцінка майна, що відчужується за договором;
4. розмір (вартість) та форма надання утримання та (або) догляду, періодичність виконання обов'язків набувача;
5. місце виконання договору;
6. у разі зобов'язання набувача забезпечити відчужувача або третю особу житлом у будинку (квартирі), який йому переданий за договором довічного утримання (догляду), у тексті договору зазначається конкретно визначена частина помешкання, у якій відчужувач або третя особа має право проживати;
7. чітко встановлені права та обов'язки сторін та інші умови, встановлені за домовленістю сторін договору;
8. умови та підстави припинення чи зменшення обсягу обов'язків набувача перед відчужувачем; підстави та порядок розірвання договору довічного утримання (догляду);
9. момент виникнення права власності на майно, передане за договором;
10. відомості щодо забезпечення виконання договору (накладення заборони відчуження на майно).[6]

## Сторони договору довічного утримання. Їх права та обов'язки.
Згідно статті 746 ЦК () сторонами за договором довічного утримання (догляду) є відчужувач та набувач.
Відчужувачем може бути будь-яка фізична особа, тобто незалежно від віку та стану здоров'я (частина 1 статті 746 ЦК). За загальними вимогами щодо чинності правочину (ст. 203 ЦК), особа, яка його вчинює повинна мати необхідний обсяг цивільної дієздатності.
Набувачем у договорі довічного утримання (догляду) може бути лише повнолітня дієздатна фізична особа або юридична особа (ч. 2 ст. 746 ЦК).
Відповідно, набувачами можуть бути як комерційні, так і некомерційні юридичні особи. У тих випадках, коли набувачем є юридична особа, вона повинна бути організацією, для якої в силу її правоздатності укладення такого роду договорів і надання послуг з утримання (догляду) є однією з цілей діяльності.
Зміст договору становлять права відчужувача та обов'язки набувача.
За договором довічного утримання (догляду) відчужувач має такі права:
- визначити умови забезпечення його житлом, зокрема у будинку (квартирі), що ним передано набувачу за договором;
- визначити всі види матеріального забезпечення, догляду (опікування), які надаватиме йому або третій особі набувач;
- вимагати виконання умов договору з надання утримання (догляду), у тому числі безпосередньо набувачем;
- у разі потреби має право порушувати питання про заміну майна, переданого за договором довічного утримання (догляду), на іншу річ;
- розірвати договір у разі неналежного виконання набувачем своїх зобов'язань у судовому порядку.

Набувач стає власником майна, переданого йому за договором довічного утримання (догляду) з моменту посвідчення такого договору або з моменту набрання законної сили рішенням суду про визнання договору, не посвідченого нотаріально, дійсним. Якщо договір довічного утримання (догляду) підлягає державній реєстрації, право власності у набувача виникає з моменту такої реєстрації.
Набувачами можуть бути декілька осіб. В такому випадку виконувати обов'язки за договором вони будуть солідарно. Відповідно, солідарною буде і відповідальність набувачів у разі не виконання умов договору.
За договором довічного утримання (догляду) набувач має такі права:
- здійснювати право володіння та користування таким майном, якщо договором не передбачено інше;
- якщо договір укладено на утримання кількох осіб - співвласників майна, що було передане набувачеві, у раз смерті одного з них, набувач має право на зменшення обсягу зобов'язань щодо утримання відчужувача(ів) (абз. 2 ч. 1 ст. 747 ЦК[2]);
- за взаємною згодою з відчужувачем набувач має право вирішити питання про заміну переданого йому за договором майна на іншу річ. Заміна речі повинна відбуватися на підставі внесення змін до договору довічного утримання (догляду) з дотриманням вимог до форми цього договору;
- набувач має право визначити у заповіті спадкоємців щодо майна, яке передане йому за договором довічного утримання (до них також перейдуть його зобов'язання за цим договором);
- набувач має право на розірвання договору[8].

Відповідно до статті 754 Кодексу набувач не має права до смерті відчужувача продавати, дарувати, міняти майно, передане за договором довічного утримання (догляду), укладати щодо нього договір застави, передавати його у власність іншій особі на підставі іншого правочину.
Набувач зобов'язаний у разі смерті відчужувача поховати його, навіть якщо це не було передбачено договором довічного утримання (догляду). (частина 3 статті 749). Водночас, у тексті договору доцільно передбачати обов’язок набувача у разі смерті відчужувача поховати його. Якщо частина майна відчужувача перейшла до його спадкоємців, витрати на його поховання мають бути справедливо розподілені між ними та набувачем.

## Припинення договору
У відповідності до статті 755 ЦК договір довічного утримання (догляду) може бути розірваний за рішенням суду:
- на вимогу відчужувача або третьої особи, на користь якої він був укладений, у разі невиконання або неналежного виконання набувачем своїх обов'язків, незалежно від його вини;
- на вимогу набувача.

Договір довічного утримання (догляду) припиняється зі смертю відчужувача. Для цього набувач подає нотаріусу свідоцтво про смерть та примірники договору.
У разі розірвання договору довічного утримання (догляду) у зв'язку з невиконанням або неналежним виконанням набувачем обов'язків за договором, відчужувач набуває право власності на майно, яке було ним передане, і має право вимагати його повернення. У цьому разі витрати, зроблені набувачем на утримання та (або) догляд відчужувача, не підлягають поверненню.
У разі розірвання договору у зв'язку з неможливістю його подальшого виконання набувачем з підстав, що мають істотне значення, суд може залишити за набувачем право власності на частину майна, з урахуванням тривалості часу, протягом якого він належно виконував свої обов'язки за договором.
Статтею 752 Цивільного кодексу України передбачено, що у разі неможливості подальшого виконання фізичною особою обов'язків набувача за договором довічного утримання (догляду) з підстав, що мають істотне значення, обов'язки набувача можуть бути передані за згодою відчужувача члену сім'ї набувача або іншій особі за їхньою згодою.
У разі смерті набувача його права та обов’язки переходять до його спадкоємців. Якщо спадкоємець за заповітом відмовився від прийняття майна, що було передано відчужувачем, право власності на це майно може перейти до спадкоємця за законом. Якщо у набувача немає спадкоємців або вони відмовилися від прийняття майна, переданого відчужувачем, відчужувач набуває право власності на це майно. У цьому разі договір припиняється.

## Особливості договору довічного утримання порівняно із іншими різновидами договорів відчуження майна.
Особливості договору довічного утримання:
- майно переходить у власність набувача, проте розпоряджатися таким майном набувач за життя відчужувача не може. При посвідченні договору довічного утримання (догляду) накладається заборона відчуження майна в установленому порядку, про що робиться напис на всіх примірниках договору (стаття 73 Закону України "Про нотаріат"[9]);
- зобов'язання з довічного утримання мають особистісний характер, оскільки встановлюються щодо конкретно визначеної фізичної особи;
- договір довічного утримання може бути укладений на користь третьої особи (утриманця), якій набувач повинен надати довічне утримання та догляд;
- договір носить тривалий характер та вимагає від набувача постійного та систематичного виконання своїх обов'язків.

Відмінність договору довічного утримання від договору дарування в тому, що договір дарування є безоплатним. Відповідно дарувальник не може вимагати від обдаровуваного вчиняти будь-які дії на свою користь.
За договором довічного утримання фізична особа навпаки отримує можливість забезпечити собі довічний догляд, оскільки в самому договорі передбачаються конкретні види грошового і матеріального забезпечення та строки його надання. Навіть випадкова втрата чи пошкодження майна, одержаного набувачем, не звільняє останнього від взятих на себе обов’язків.
За договором дарування позовна давність, протягом якої можна звернутися до суду з позовом про його розірвання становить 1 рік. Перелік підстав для розірвання є вичерпним. І оскільки договір дарування є безоплатним, дарувальник не може вимагати повернення майна з тих причин, що обдарований не виконав дій, які були передбачені в усній домовленості.
У договорі довічного утримання навпаки однією із основних умов є умова щодо можливості його розірвання у випадку неналежного виконання набувачем своїх обов’язків. В такому випадку ризик залишитися без майна, у разі порушення умов договору, несе саме особа, на користь якої укладений договір, а не особа яка є відчужувачем майна.